# عباس‌آباد (علی‌آباد)
عباس آباد، روستایی است از توابع بخش کمالان شهرستان علی‌آباد در استان گلستان ایرانکه سادات بزرگترین طایفه این روستا را تشکیل می دهند.

## جمعیت
این روستا در دهستان استرآباد قرار دارد و براساس سرشماری مرکز آمار ایران در سال ۱۳۸۵، جمعیت آن ۷۰۳ نفر (۱۷۱خانوار) بوده‌است.